# Gert Wibe
Gert Ingemar Wibe, född 20 juni 1952 i Östersund, är en svensk tecknare,
animatör, videokonstnär och scenograf.
Bland hans medverkan i filmer och skådespel märks exempelvis Göta Kanal 2, Fasadklättraren och Skuggornas hus.
Han har också skapat scenografin för en rad TV-program som exempelvis Melodifestivalen, Klick, Stina och Schlagerkoll.
Gert Wibe är gift med Suzane Crepault och paret har tre barn.
För mandatperioden 2023-2026 sitter Gert Wibe, för Vänsterpartiet, som ordförande i Sala kommuns kultur- och fritidsnämnd.